# Betts-Nunatak
Der Betts-Nunatak ist ein 1991 m hoher Nunatak im ostantarktischen Mac-Robertson-Land. Im südlichen Teil der Prince Charles Mountains ragt er 4 km östlich des Skinner-Nunataks als einer der Goodspeed-Nunatakker auf.
Eine Mannschaft der Australian National Antarctic Research Expeditions entdeckte ihn 1957 im Zuge seismischer Messungen in diesem Gebiet. Luftaufnahmen entstanden 1958 und 1960. Das Antarctic Names Committee of Australia benannte ihn 1973 nach Martin Stephen Betts, Mitglied einer Mannschaft zur Erkundung der Prince Charles Mountains im Jahr 1972.